# Gouvernement Brundtland I

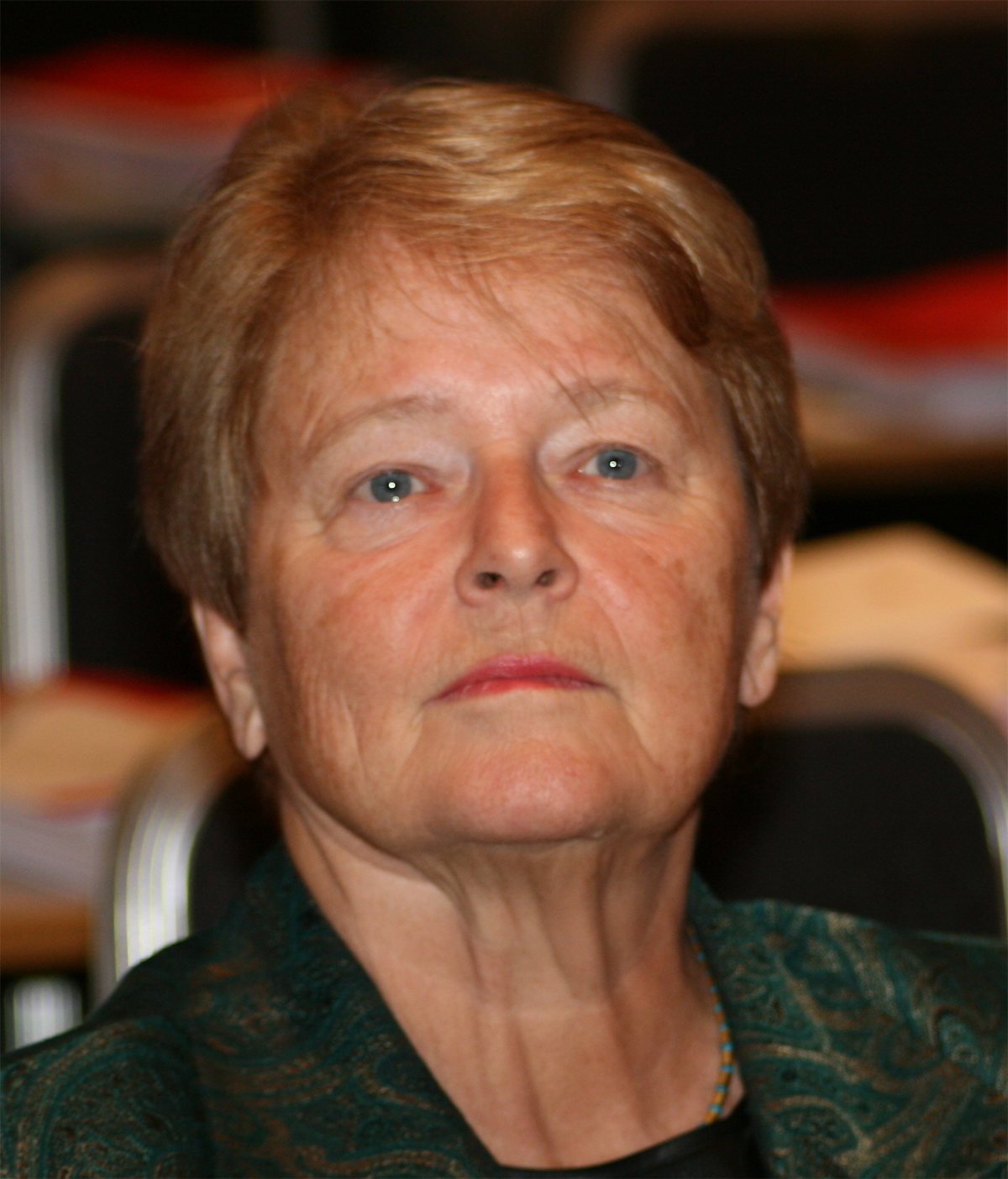
Gro Harlem Brundtland, ministre d'État.

Le gouvernement Brundtland I était le gouvernement du royaume de Norvège du 4 février 1981 au 14 octobre 1981.

## Coalition

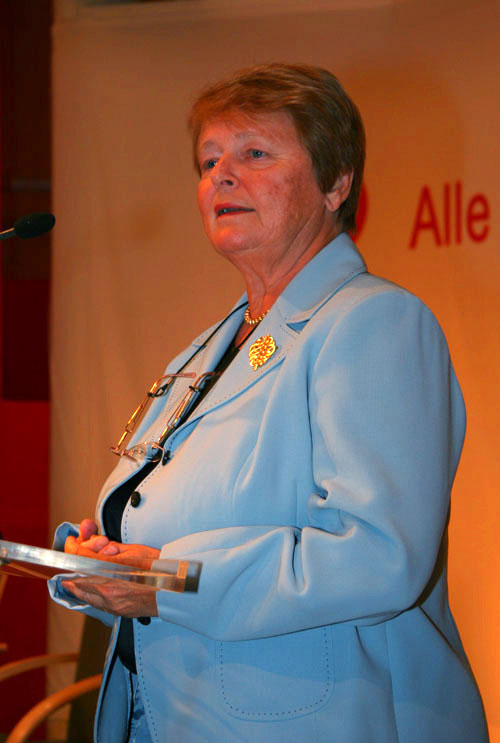
Gro Harlem Brundtland, 20 avril 2007.

Il était dirigé par le ministre d'État travailliste Gro Harlem Brundtland et constitué du seul Parti du travail (AP).
Soutenu par 76 députés sur 155 au Storting, il succédait en cours de mandat au gouvernement du travailliste Odvar Nordli. Aux élections législatives de 1981, le centre droit a remporté la majorité absolue, permettant la formation du gouvernement du conservateur Kåre Willoch.

## Composition
| Fonction                                                    | Titulaire | Titulaire             | Parti |
| ----------------------------------------------------------- | --------- | --------------------- | ----- |
| Ministre d'État                                             |           | Gro Harlem Brundtland | AP    |
| Ministre des Affaires étrangères                            |           | Knut Frydenlund       | AP    |
| Ministre de la Planification                                |           | Per Kleppe            | AP    |
| Ministre de la Pêche                                        |           | Eivind Bolle          | AP    |
| Ministre de l'Environnement                                 |           | Rolf Hansen           | AP    |
| Ministre de l'Agriculture                                   |           | Oskar Øksnes          | AP    |
| Ministre des Affaires sociales                              |           | Arne Nilsen           | AP    |
| Ministre de la Défense                                      |           | Thorvald Stoltenberg  | AP    |
| Ministre des Transports et des Communications               |           | Ronald Bye            | AP    |
| Ministre des Finances                                       |           | Ulf Sand              | AP    |
| Ministre des Affaires ecclésiastiques et de l'Éducation     |           | Einar Førde           | AP    |
| Ministre de la Consommation et de l'Administration publique |           | Sissel Rønbeck        | AP    |
| Ministre des Affaires locales et du Travail                 |           | Harriet Andreassen    | AP    |
| Ministre du Pétrole et de l'Énergie                         |           | Arvid Johanson        | AP    |
| Ministre de la Justice                                      |           | Bjørn Skau            | AP    |
| Ministre de l'Industrie                                     |           | Finn Kristensen       | AP    |
| Ministre du Commerce extérieur et de la Marine              |           | Kari Gjesteby         | AP    |